# Passione (studio)
Passione Co., Ltd. (jap. 株式会社パッショーネ Kabushiki-gaisha Passhōne) – japońskie studio animacji założone w 2011 roku.

## Produkcje

### Seriale telewizyjne
- Haitai Nanafa (2012–2013)[2]
- Rail Wars! (2014)[2]
- Rokka: Braves of the Six Flowers (2015)[2]
- Hinako Note (2017)[2]
- Citrus (2018)[3]
- High School DxD Hero (2018)[4]
- Joshi kōsei no mudazukai (2019)[5]
- Z/X: Code Reunion (2019)[6]
- Ishuzoku Reviewers (2020)[7]
- Higurashi: When They Cry – Gou (2020–2021)[8][9]
- Higurashi: When They Cry – Sotsu (2021)[10]
- Mieruko-chan (2021)[11]
- Harem in the Labyrinth of Another World (2022)[12]
- Renai Flops (2022)[13]
- Yuri Is My Job! (2023; we współpracy ze Studiem Lings)[14]
- Seiken gakuin no maken tsukai (2023)[15]
- Ishura (2024, we współpracy z Sanzigen)[16]
- Spice and Wolf: Merchant Meets the Wise Wolf (2024)[17]
- Hitoribotchi no isekai kōryaku (2024)[18]
- Wieśniak mistrzem miecza (2025)[19]
- Nukitashi the Animation (2025)[20]

### OVA
- God Eater reso nantoka gekijō (2018; we współpracy z Creators in Pack)
- The Island of Giant Insects (2019)[21]
- Bean Bandit (2021)[22][23]

### Filmy
- The Island of Giant Insects (2020)[24]
- Ōmuro-ke: Dear Sisters (2024; we współpracy ze Studiem Lings)[25]
- Ōmuro-ke: Dear Friends (2024; we współpracy ze Studiem Lings)[25]